# Рамалес-де-ла-Вікторія
Рамалес-де-ла-Вікторія (ісп. Ramales de la Victoria) — муніципалітет в Іспанії, у складі автономної спільноти Кантабрія. Населення — 2575 осіб (2009).
Муніципалітет розташований на відстані близько 320 км на північ від Мадрида, 35 км на південний схід від Сантандера.
На території муніципалітету розташовані такі населені пункти: Хібаха, Рамалес-де-ла-Вікторія (адміністративний центр).

## Демографія
Динаміка населення (INE ):

## Галерея зображень

Розташування муніципалітету